# محمد ولد إبراهيم
محمد ولد إبراهيم هو منافس ألعاب قوى موريتاني، ولد في 3 يناير 1968.

## وصلات خارجية
- محمد ولد إبراهيم على موقع الاتحاد الدولي لألعاب القوى (الإنجليزية)
- محمد ولد إبراهيم على موقع أوليمبيديا (الإنجليزية)